# Ellen Auerbach
Ellen Auerbach (ur. 20 maja 1906 w Karlsruhe, zm. 30 czerwca 2004 w Nowym Jorku) – amerykańska fotografka niemieckiego pochodzenia. Najbardziej rozpoznawalna ze swoich prac dla ringl+pit Studio w Berlinie tworzonych w czasie Republiki Weimarskiej.

## Życiorys
Ellen Auerbach (nazwisko panieńskie Rosenberg) urodziła się 20 maja 1906 roku w Karlsruhe w Niemczech. Pochodziła z liberalnej żydowskiej rodziny. Jej ojciec Max Rosenberg prowadził dobrze prosperujący biznes, matka Melanie Gutmann opiekowała się rodziną.
Rosenberg nie interesowała się rodzinnym biznesem, więc jej rodzice pozwolili jej studiować, ale nie udzielili jej wsparcia finansowego ani zachęty. W latach 1924–1927 Auerbach studiowała sztukę w Badische Landeskunstschule w Karlsruhe. Jej profesorami byli Paul Speck i Karl Hubbuch.
W 1928 wyjechała na studia do Akademii Sztuk Pięknych w Stuttgarcie. Podczas pobytu w Akademii wyrzeźbiła popiersie swojego wuja, który dał jej aparat o wymiarach 9 × 12 cm, aby mogła „uzyskać właściwe kąty”. To pierwsze doświadczenie sprawiło, że zaczęła traktować fotografię jako sposób zarabiania na życie.

### Fotografia
W 1929 Rosenberg przeniosła się do Berlina, aby studiować fotografię u Waltera Peterhansa, członka ruchu projektowego Bauhaus. W tym czasie poznała Gretę Stern, jedyną prywatną studentkę Peterhansa. Liberalne środowisko Berlina pozwoliło kobietom na prowadzenie wolnego życia towarzyskiego i seksualnego, a Rosenberg była w stanie oderwać się od tradycyjnych oczekiwań swojej rodziny. Studia Rosenberg u Peterhansa zostały przerwane w 1930 roku, kiedy Peterhans przeniósł się do Dessau, aby zostać mistrzem fotografii w Bauhausie. Przed wyjazdem zainspirował ją do nowatorskiego, jak na tamte czasy, pomysłu traktowania fotografii jako formy sztuki. Zachęcał ją również do kontynuowania robienia zdjęć przez całe życie.

## Kariera
W 1930 roku Rosenberg i Stern kupiły studio oraz sprzęt Peterhansa, a następnie założyły własne studio fotograficzno-projektowe, specjalizujące się w fotografii reklamowej, modowej i portretowej. Było to jedno z pierwszych na świecie przedsiębiorstw fotograficznych prowadzonych przez kobiety. Nazwały studio na cześć swoich imion z dzieciństwa, ringl+pit (pit – Rosenberg), co skutecznie ukrywało ich płeć. Co niezwykłe, podpisywały wspólnie wszystkie swoje prace.
Para pozostawała pod wpływem ówczesnego środowiska twórczego w Berlinie. Przedstawiały kobiety w niekonwencjonalny sposób, wpływając na wyłaniający się wizerunek Nowej Kobiety. Podczas gdy Stern specjalizowała się w projektowaniu graficznym i formalnych aspektach fotografii, Rosenberg zapewniła humorystyczne i ironiczne akcenty w swoich przedstawieniach kobiet w reklamie i filmie.
Początkowo otrzymały kilka zleceń. Fotografowały przyjaciół i kochanków, których poznawały w kręgach bohemy, w tym tancerkę Claire Eckstein i poetkę Marieluise Fleißer. W 1931 roku prace ringl+pit otrzymały pozytywne recenzje w czasopiśmie „Gebrauchsgraphik”, a w 1933 zdobyły w Brukseli pierwszą nagrodę za jeden ze swoich plakatów.
Walter Auerbach zaczął regularnie odwiedzać studio i od czasu do czasu mieszkał tam z dwiema kobietami. W 1932 Rosenberg zamieszkała w małym mieszkaniu Waltera na poddaszu.
Rosenberg eksperymentowała również z filmem. Zrealizowała dwa krótkometrażowe czarno-białe filmy. W Heiterer Tag auf Rügen połączyła elementy natury z obrazami przyjaciół z wizyty na wyspie Rugia. Gretchen hat Ausgang to krótki, niemy dramat, w którym Stern była niezdarną pokojówką, a jej przyszły mąż Horacio Coppola grał przystojnego mężczyznę, który próbuje ją uwieść w lokalnej lodziarni.

### Emigracja
Kiedy Hitler doszedł do władzy w 1933 roku, Walter Auerbach, aktywista w lewicowych kręgach politycznych, ostrzegł ich przed nadchodzącymi niebezpieczeństwami. Pod koniec 1933 Rosenberg wyjechała z Niemiec do Palestyny, ponieważ było to jedyne miejsce, do którego mogła się udać; a pożyczka od Stern pozwoliła jej zaistnieć tam jako „kapitalistka”. Wkrótce po przybyciu Rosenberg została oficjalnym fotografem Międzynarodowej Organizacji Syjonistycznej Kobiet (WIZO) i nakręciła Tel Awiw, czarno-biały film 16 mm o rozwijającym się mieście. Kiedy Walter dołączył do niej w Palestynie, otworzyli studio fotograficzne dla dzieci o nazwie Ishon („jabłko mojego oka”).
W 1936 roku wybuchła wojna abisyńska, Ellen Rosenberg z Walterem Auerbachem wyjechali do Londynu, aby odwiedzić Stern. Stern i Rosenberg ponownie współpracowały przy realizacji kilku zleceń w tym jednej dla szpitala położniczego – ich ostatniej współpracy. Podczas swojego pobytu w Londynie Rosenberg nakręciła krótki film o Brechcie, w którym recytuje jego poezję – film był niemy.
Po emigracji Stern do Argentyny w 1936 roku Rosenberg bezskutecznie próbowała, uzyskać pozwolenie na pracę i pobyt w Londynie, aby prowadzić tam studio. W 1937 roku poślubiła Waltera Auerbacha i para wyemigrowała do Stanów Zjednoczonych. Mieszkali w Filadelfii, gdzie kobieta miała krewnych i nadal pracowała jako fotograf dziecięcy. W 1938 roku jedno z jej zdjęć zostało wybrane na okładkę drugiego jubileuszowego wydania magazynu „Life”. W tym czasie eksperymentowała z fotografią w ultrafiolecie i podczerwieni.
W 1940 roku Ellen i Walter Auerbach przenieśli się do Nowego Jorku, gdzie pracowała jako niezależna fotografka dla magazynów takich jak: „Time Magazine”, „Life” i „Photo Technique”. Tworzyła także okładki płyt dla Columbia Masterworks. Auerbachowie zakończyli małżeństwo w 1945 roku i pozostali przyjaciółmi.
W latach 1946–1949 Ellen Auerbach pracowała z dr Sybil Escaloną, psychologiem dziecięcym, w Instytucie Psychiatrycznym Menninger w Kansas. Tam fotografowała i nakręciła dwa filmy o zachowaniu małych dzieci. We wczesnych latach pięćdziesiątych Auerbach uczyła fotografii w Junior College for Arts and Crafts w Trenton, New Jersey.
W 1955 Auerbach dołączyła do fotografa przyrody Eliota Portera podczas podróży do Meksyku, aby fotografować kościoły. Zdjęcia zostały wykonane przy naturalnym świetle, co w tamtych czasach było niespotykane. Praca ta nie zyskała wówczas uznania, ale wiele lat później została opublikowana w dwóch książkach. Ta podróż była jej ostatnim profesjonalnym projektem fotograficznym.
W wieku sześćdziesięciu lat Auerbach rozpoczęła nową karierę, prowadząc terapię edukacyjną dla dzieci z trudnościami w uczeniu się w Educational Institute for Learning and Research w Nowym Jorku.

## Schyłek życia
Auerbach przez całe swoje późniejsze życie tworzyła niekomercyjnie fotografie jako twórcze ujście dla swoich myśli i wrażeń. Od lat 40. do 60. dużo podróżowała, fotografując pejzaże i przyrodę, a także wnętrza, architekturę, sceny uliczne i portrety.
W 1990 roku, w wieku 84 lat, wykładała w Instytucie Sztuki i Instytucie Goethego w Chicago na temat techniki fotograficznej i swojego życia jako fotografki.
Zmarła 30 lipca 2004 roku w Nowym Jorku.

## Ponowne odkrycie
W latach 80. prace ringl+pit i Auerbach zaczęły być wystawiane przez niemieckie muzea. Ponowne odkrycie jej twórczości było częściowo spowodowane opublikowaniem dwóch książek fotograficznych – Mexican Churches (1987) i Mexican Celebration (1990), które zostały pierwotnie wykonane w 1955 roku z fotografem Eliotem Porterem.
Miasto rodzinne Auerbach zorganizowało wystawę Emigiert w 1988 roku, a Muzeum Folkwang w Essen zorganizowało obszerną wystawę ringl+pit w 1993 roku. Retrospektywa jej prac została zaprezentowana w Akademii Sztuk Pięknych w Berlinie w 1998 roku.
W 1996 roku film dokumentalny o jej partnerstwie z Grete Stern Ringl + pit zdobył wiele nagród. Bardzo niewiele zdjęć ringl+pit przetrwało do dziś; większość tych, które wciąż istnieją, jest w posiadaniu muzeów i kolekcjonerów.

## Rodzina
Auerbach miała starszego brata, który zmarł, gdy był dzieckiem oraz brata Waltera, który był o 12 lat młodszy. W 1936 Walter Rosenberg uzyskał wizę do Argentyny i popłynął tam, by zamieszkać z Gretą Stern, która była wówczas żoną Horacia Coppoli.
W czasie wojny rodzice Rosenbergów przebywali w Karlsruhe. W 1941 roku zostali wysłani przez Niemców do obozu koncentracyjnego Gurs we Francji. Po wyzwoleniu obozu w 1944 roku przez wojska amerykańskie, wrócili do Karlsruhe.